# Esporocarpo

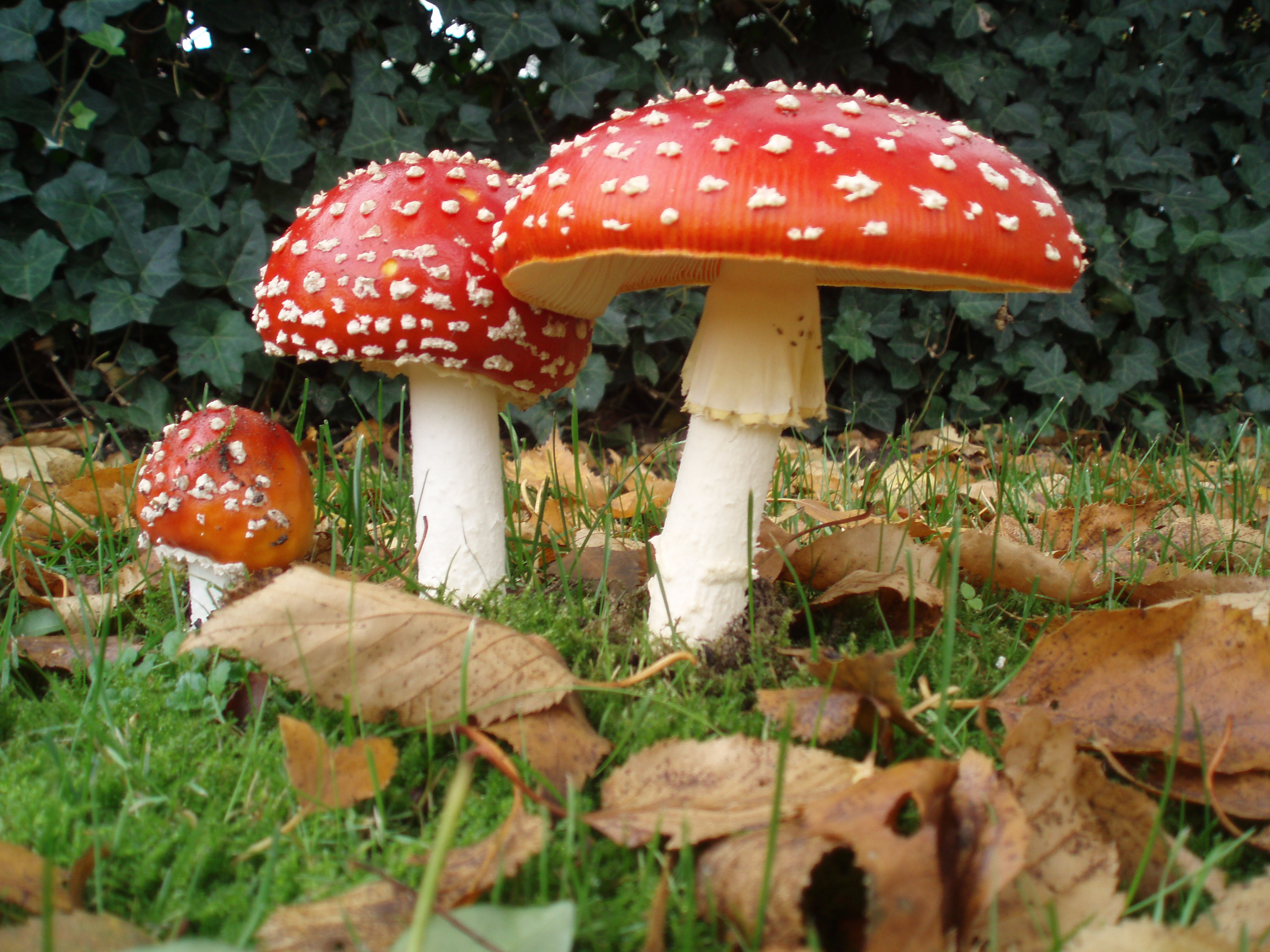
Basidiocarpos de Amanita muscaria.

En hongos, el esporocarpo (también llamado cuerpo fructífero o cuerpo de fructificación) es una estructura pluricelular sobre la que se forman otras estructuras productoras de esporas, como los basidios o los ascas. Un cuerpo fructífero es parte de la fase sexual del ciclo de vida de un hongo pluricelular, con el resto de su ciclo reproductivo caracterizado por el crecimiento vegetativo miceliar.
El esporocarpo de un basidiomiceto se conoce como basidiocarpo, mientras que el esporocarpo de un ascomiceto se conoce como ascocarpo. Hay un rango significativo de diferentes formas y morfologías encontrado tanto en basidiocarpos como en ascocarpos; esas hechuras juegan un rol importante en la identificación y taxonomía de hongos.

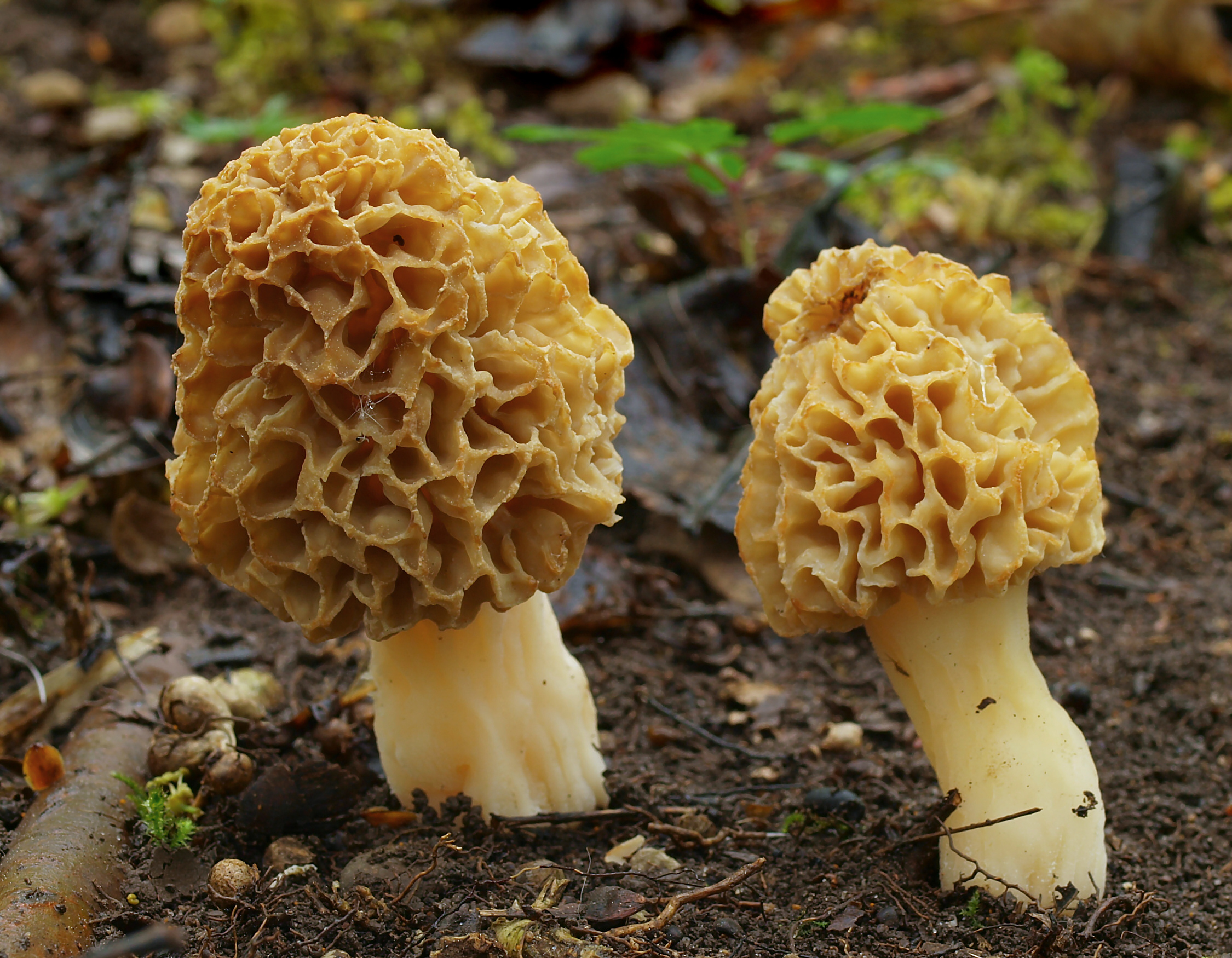
Ascocarpos de Morchella esculenta.

Los cuerpos fructíferos se denominan epígeos si crecen encima del suelo, como las setas ordinarias, mientras otras crecen por debajo del suelo, y son hipógeas. Los esporocarpos epígeos que son visibles a simple vista, especialmente los cuerpos fructíferos de morfología más o menos agaricoide, son frecuentemente referidos como setas, mientras que a los hongos hipógeos se los llama usualmente trufas o falsas trufas. Las trufas han perdido durante la evolución la habilidad de dispersar sus esporas vía corrientes de aire, optando por la vía del consumo animal y subsecuente dispersión de sus esporas. 
En la recolección amateur, y en la micología académica, la identificación de hongos superiores se basa en la estructura del esporocarpo.

## Subdivisiones y clases
Los hongos con esporocarpos se clasifican en los siguientes grupos:
- Basidiomycota
  - Agaricomycotina
    - Agaricomycetes
    - Dacrymycetes
    - Tremellomycetes (en parte)

  - Pucciniomycotina
    - Atractiellomycetes
    - Agaricostilbomycetes (en parte)
    - Pucciniomycetes (en parte)
- Ascomycota
  - Taphrinomycotina
    - Neolectomycetes

  - Pezizomycotina
    - Collemopsidiomycetes
    - Pezizomycetes
    - Geoglossomycetes
    - Orbiliomycetes
    - Laboulbeniomycetes
    - Coniocybomycetes (en parte)
    - Arthoniomycetes (en parte)
    - Dothideomycetes (en parte)
    - Lecanoromycetes (en parte)
    - Leotiomycetes (en parte)
    - Lichinomycetes (en parte)
    - Sordariomycetes (en parte)
    - Eurotiomycetes (en parte)
- Mucoromycota
  - Endogonales
  - Glomeromycetes (en parte)